# Anna Oehler
Anna Oehler (* 5. August 1882 in Leonberg; gest. 8. März 1951 in Basel) war eine Schweizer Schriftstellerin und Lyrikerin.

## Leben und Werk

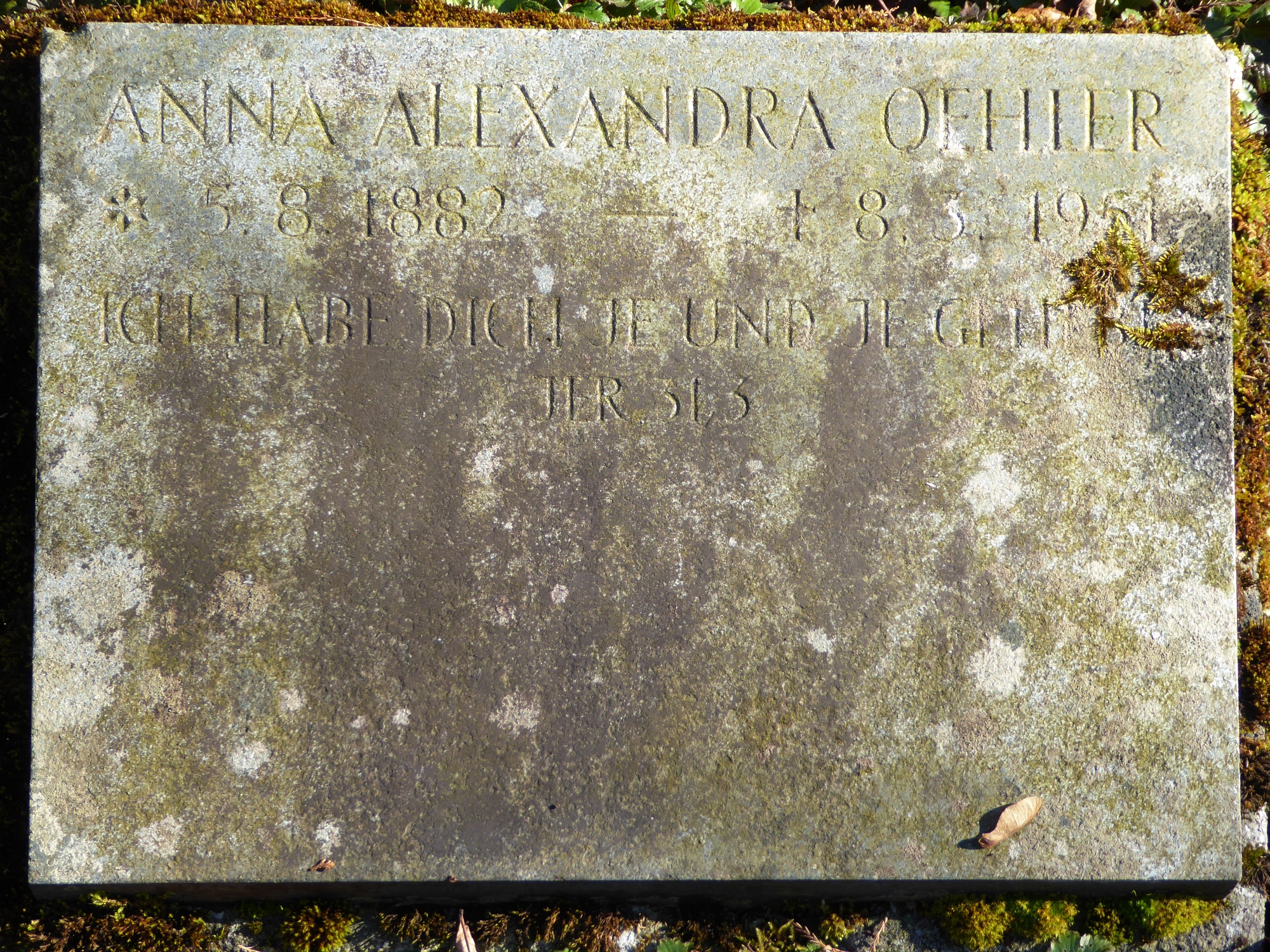
Grab, Wolfgottesacker, Basel.

Anna Alexandra Oehler war eine Schwester des Juristen Albrecht Oehler (geb. 25. Mai 1884; gest. 28. September 1960). Dieser war mit der jüngsten Tochter des Albert Riggenbach, Dorothea (geb. 2. Januar 1892; gest. 11. März 1970), verheiratet.
Anna Oehler besuchte die Schulen in Basel und Tübingen. Später unternahm sie Studienreisen nach Deutschland, England Frankreich, Italien, Estland und Finnland. 1904 gründete sie die Basler Sektion des Schweizerischen Jugend-Missionsbundes. Ab 1914 war sie Hausmutter des Kleinkinderheims der Basler Mission und übernahm 1926 das Amt der Jugend-Missionssekretärin. Ab 1928 war sie Herausgeberin des Kinder-Missionsblatts Der Heidenfreund.
Anna Oehler verfasste zahlreiche Jugendschriften und u. a. die Büchlein DJumpfere, Kriegszeit, Lieder zweier Schwestern sowie Gedichte wie Einzug ins Leben, Eintagsschmetterlinge, Regenwetter, Mairegen, Ein ganzer Mann, Die Mühle, Freund und Leid und Sonnenflecken.
Anna Oehler fand ihre letzte Ruhestätte auf dem Wolfgottesacker in Basel.
Ich will in eine grosse Stille gehn …
Ich will mit meinem lauten Herzen

In eine grosse Stille gehn

Und will versuchen, seine Schmerzen

Und irren Worte zu verstehn.
Ich weiss, wann es sich ausgerungen

Und ausgeschüttet seine Fragen

Dann wird der Stille heilge Stimme

Ihm tiefen Trost und Antwort sagen…
Ich will mit einem stillen Herzen

Dann wieder zu den Menschen gehn

Und will versuchen, ihre Schmerzen

Und irren Laute zu verstehn,
Und will in ihr verworren Reden

Und will in ihre lauten Klagen

Ein Wort des Friedens und des Trostes

Aus jener grossen Stille tragen …